# Peerage of Great Britain
Die Peerage of Great Britain umfasst alle Peer-Würden, die im Königreich Großbritannien nach dem Act of Union 1707 bis zum Act of Union 1800 geschaffen wurden. Die Peerage of Great Britain ersetzte somit die Peerage of England und die Peerage of Scotland, bis sie selbst 1801 durch die Peerage of the United Kingdom ersetzt wurde.
Bis zur Verabschiedung des House of Lords Act 1999 hatten alle Peers einen Sitz im House of Lords. Die Ränge der britischen Peerage sind Duke, Marquess, Earl, Viscount und Baron.
In der folgenden Tabelle aktuell existierender britischer Peers werden höhere oder gleichwertige Titel in anderen Peerages gelistet.

## Dukes in der Peerage of Great Britain
| Titel                      | Jahr der Verleihung | Andere Titel                                |
| -------------------------- | ------------------- | ------------------------------------------- |
| Der Duke of Brandon        | 1711                | Duke of Hamilton in der Peerage of Scotland |
| Der Duke of Manchester     | 1719                |                                             |
| Der Duke of Northumberland | 1766                |                                             |

## Marquesses in der Peerage of Great Britain
| Titel                     | Jahr der Verleihung | Andere Titel                                            |
| ------------------------- | ------------------- | ------------------------------------------------------- |
| Der Marquess of Lansdowne | 1784                |                                                         |
| Der Marquess Townshend    | 1787                |                                                         |
| Der Marquess of Stafford  | 1786                | Duke of Sutherland in der Peerage of the United Kingdom |
| Der Marquess of Salisbury | 1789                |                                                         |
| Der Marquess of Bath      | 1789                |                                                         |
| Der Marquess of Abercorn  | 1790                | Duke of Abercorn in der Peerage of Ireland              |
| Der Marquess of Hertford  | 1793                |                                                         |
| Der Marquess of Bute      | 1796                |                                                         |

## Earls in der Peerage of Great Britain
| Titel                                | Jahr der Verleihung | Andere Titel |
| ------------------------------------ | ------------------- | --- |
| Der Earl Ferrers                     | 1711                | |
| Der Earl of Dartmouth                | 1711                | |
| Der Earl of Bristol                  | 1714                | Marquess of Bristol in der Peerage of the United Kingdom |
| Der Earl of Tankerville              | 1714                | |
| Der Earl of Aylesford                | 1714                | |
| Der Earl of Macclesfield             | 1721                | |
| Der Earl Graham                      | 1722                | Duke of Montrose in der Peerage of Scotland |
| Der Earl Waldegrave                  | 1729                | |
| Der Earl of Harrington               | 1742                | |
| Der Earl of Portsmouth               | 1743                | |
| Der Earl Brooke bzw. Earl of Warwick | 1746; 1759          | Obwohl der Titel Earl Brooke früher geschaffen wurde als der Titel Earl of Warwick, nennt sich dessen Träger nach seinem zweiten Titel, da dieser durch vorherige Verleihungen eine längere Tradition aufweist |
| Der Earl of Buckinghamshire          | 1746                | |
| Der Earl of Guilford                 | 1752                | |
| Der Earl of Hardwicke                | 1754                | |
| Der Earl of Ilchester                | 1756                | |
| Der Earl De La Warr                  | 1761                | |
| Der Earl of Radnor                   | 1765                | |
| Der Earl Spencer                     | 1765                | |
| Der Earl Bathurst                    | 1772                | |
| Der Earl of Hillsborough             | 1772                | Marquess of Downshire in der Peerage of Ireland |
| Der Earl of Ailesbury                | 1776                | Marquess of Ailesbury in der Peerage of the United Kingdom |
| Der Earl of Clarendon                | 1776                | |
| Der Earl of Mansfield and Mansfield  | 1776; 1792          | |
| Der Earl of Abergavenny              | 1784                | Marquess of Abergavenny in der Peerage of the United Kingdom |
| Der Earl of Uxbridge                 | 1784                | Marquess of Anglesey in der Peerage of the United Kingdom |
| Der Earl Talbot                      | 1784                | Earl of Shrewsbury in der Peerage of England; Earl of Waterford in der Peerage of Ireland |
| Der Earl Grosvenor                   | 1784                | Duke of Westminster in der Peerage of the United Kingdom |
| Der Earl Camden                      | 1786                | Marquess Camden in der Peerage of the United Kingdom |
| Der Earl of Mount Edgcumbe           | 1789                | |
| Der Earl Fortescue                   | 1789                | |
| Der Earl of Carnarvon                | 1793                | |
| Der Earl Cadogan                     | 1800                | |
| Der Earl of Malmesbury               | 1800                | |

## Viscounts in der Peerage of Great Britain
| Titel                                 | Jahr der Verleihung | Andere Titel                                          |
| ------------------------------------- | ------------------- | ----------------------------------------------------- |
| Der Viscount Bolingbroke and St. John | 1712; 1716          |                                                       |
| Der Viscount Cobham                   | 1718                |                                                       |
| Der Viscount Falmouth                 | 1720                |                                                       |
| Der Viscount Torrington               | 1721                |                                                       |
| Der Viscount Leinster                 | 1747                | Duke of Leinster in der Peerage of Ireland            |
| Der Viscount Hood                     | 1796                |                                                       |
| Der Viscount Lowther                  | 1796                | Earl of Lonsdale in der Peerage of the United Kingdom |

## Barons in der Peerage of Great Britain
| Titel                             | Jahr der Verleihung | Andere Titel                                                                    |
| --------------------------------- | ------------------- | ------------------------------------------------------------------------------- |
| Der Baron Middleton               | 1711                |                                                                                 |
| Der Baron Boyle of Marston        | 1711                | Earl of Cork and Orrery in der Peerage of Ireland                               |
| Der Baron Hay of Pedwardine       | 1711                | Earl of Kinnoull in der Peerage of Scotland                                     |
| Der Baron Onslow                  | 1716                | Earl of Onslow in der Peerage of the United Kingdom                             |
| Der Baron Romney                  | 1716                | Earl of Romney in der Peerage of the United Kingdom                             |
| Der Baron Newburgh                | 1716                | Marquess of Cholmondeley in der Peerage of the United Kingdom                   |
| Der Baron Walpole and Walpole     | 1723; 1756          |                                                                                 |
| Der Baron King                    | 1725                | Earl of Lovelace in der Peerage of the United Kingdom                           |
| Der Baron Monson                  | 1728                |                                                                                 |
| Der Baron Bruce of Tottenham      | 1746                | Marquess of Ailesbury in der Peerage of the United Kingdom                      |
| Der Baron Ponsonby of Sysonby     | 1749                | Earl of Bessborough in der Peerage of Ireland                                   |
| Der Baron Vere                    | 1750                | Duke of St. Albans in der Peerage of England                                    |
| Der Baron Scarsdale               | 1761                | Viscount Scarsdale in der Peerage of the United Kingdom                         |
| Der Baron Boston                  | 1761                |                                                                                 |
| Der Baron Pelham                  | 1762                | Earl of Chichester in der Peerage of the United Kingdom                         |
| Der Baron Vernon                  | 1762                |                                                                                 |
| Der Baron Ducie                   | 1763                | Earl of Ducie in der Peerage of the United Kingdom                              |
| Der Baron Digby                   | 1765                | Baron Digby in der Peerage of Ireland                                           |
| Der Baron Sundridge               | 1766                | Duke of Argyll in der Peerage of Scotland und der Peerage of the United Kingdom |
| Der Baron Hawke                   | 1776                |                                                                                 |
| Der Baron Brownlow                | 1776                |                                                                                 |
| Der Baron Harrowby                | 1776                | Earl of Harrowby in der Peerage of the United Kingdom                           |
| Der Baron Foley                   | 1776                |                                                                                 |
| Der Baron Cranley                 | 1776                | Earl of Onslow in der Peerage of the United Kingdom                             |
| Der Baron Dynevor                 | 1780                |                                                                                 |
| Der Baron Walsingham              | 1780                |                                                                                 |
| Der Baron Bagot                   | 1780                |                                                                                 |
| Der Baron Southampton             | 1780                |                                                                                 |
| Der Baron Grantley                | 1782                |                                                                                 |
| Der Baron Rodney                  | 1782                |                                                                                 |
| Der Baron Eliot                   | 1784                | Earl of St. Germans in der Peerage of the United Kingdom                        |
| Der Baron Somers                  | 1784                |                                                                                 |
| Der Baron Boringdon               | 1784                | Earl of Morley in der Peerage of the United Kingdom                             |
| Der Baron Tyrone                  | 1786                | Marquess of Waterford in der Peerage of Ireland                                 |
| Der Baron Carleton                | 1786                | Earl of Shannon in der Peerage of Ireland                                       |
| Der Baron Suffield                | 1786                |                                                                                 |
| Der Baron Kenyon                  | 1788                |                                                                                 |
| Der Baron Howe                    | 1788                | Earl Howe in der Peerage of the United Kingdom                                  |
| Der Baron Braybrooke              | 1788                |                                                                                 |
| Der Baron Fisherwick              | 1790                | Marquess of Donegall in der Peerage of Ireland                                  |
| Der Baron Verulam                 | 1790                | Earl of Verulam in der Peerage of the United Kingdom                            |
| Der Baron Gage of High Meadow     | 1790                | Viscount Gage in der Peerage of Ireland                                         |
| Der Baron Thurlow                 | 1792                |                                                                                 |
| Der Baron Auckland                | 1793                | Baron Auckland in der Peerage of Ireland                                        |
| Der Baron Bradford                | 1794                | Earl of Bradford in der Peerage of the United Kingdom                           |
| Der Baron Dundas                  | 1794                | Marquess of Zetland in der Peerage of the United Kingdom                        |
| Der Baron Mendip                  | 1794                | Earl of Normanton in der Peerage of Ireland                                     |
| Der Baron Mulgrave                | 1794                | Marquess of Normanby in der Peerage of the United Kingdom                       |
| Der Baron Yarborough              | 1794                | Earl of Yarborough in der Peerage of the United Kingdom                         |
| Der Baron Loughborough            | 1795                | Earl of Rosslyn in der Peerage of the United Kingdom                            |
| Der Baron Rous                    | 1796                | Earl of Stradbroke in der Peerage of the United Kingdom                         |
| Der Baron Stuart of Castle Stuart | 1796                | Earl of Moray in der Peerage of Scotland                                        |
| Der Baron Stewart of Garlies      | 1796                | Earl of Galloway in der Peerage of Scotland                                     |
| Der Baron Harewood                | 1796                | Earl of Harewood in der Peerage of the United Kingdom                           |
| Der Baron Cawdor                  | 1796                | Earl Cawdor in der Peerage of the United Kingdom                                |
| Der Baron Carrington              | 1797                | Baron Carrington in der Peerage of Ireland                                      |
| Der Baron Bolton                  | 1797                |                                                                                 |
| Der Baron Minto                   | 1797                | Earl of Minto in der Peerage of the United Kingdom                              |
| Der Baron Lilford                 | 1797                |                                                                                 |
| Der Baron Wodehouse               | 1797                | Earl of Kimberley in der Peerage of the United Kingdom                          |
| Der Baron Eldon                   | 1799                | Earl of Eldon in der Peerage of the United Kingdom                              |